# Järva skjutfält

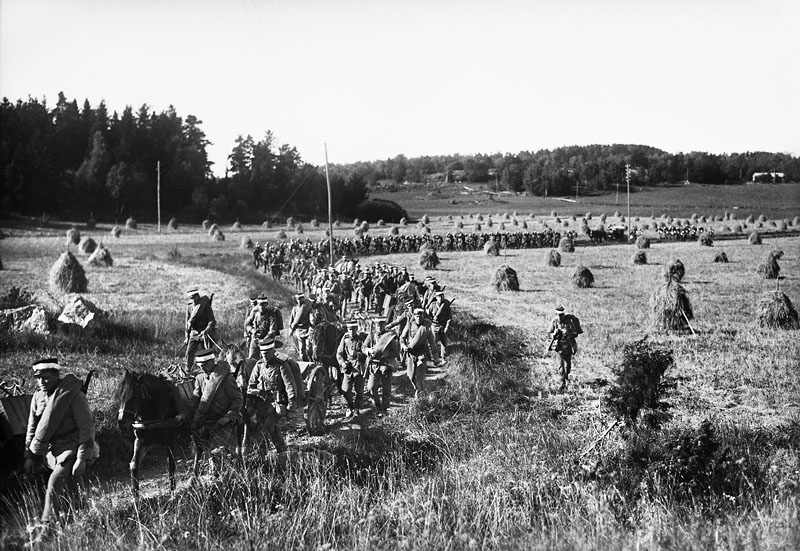
Fältmanöver på Järvafältet, 1917.

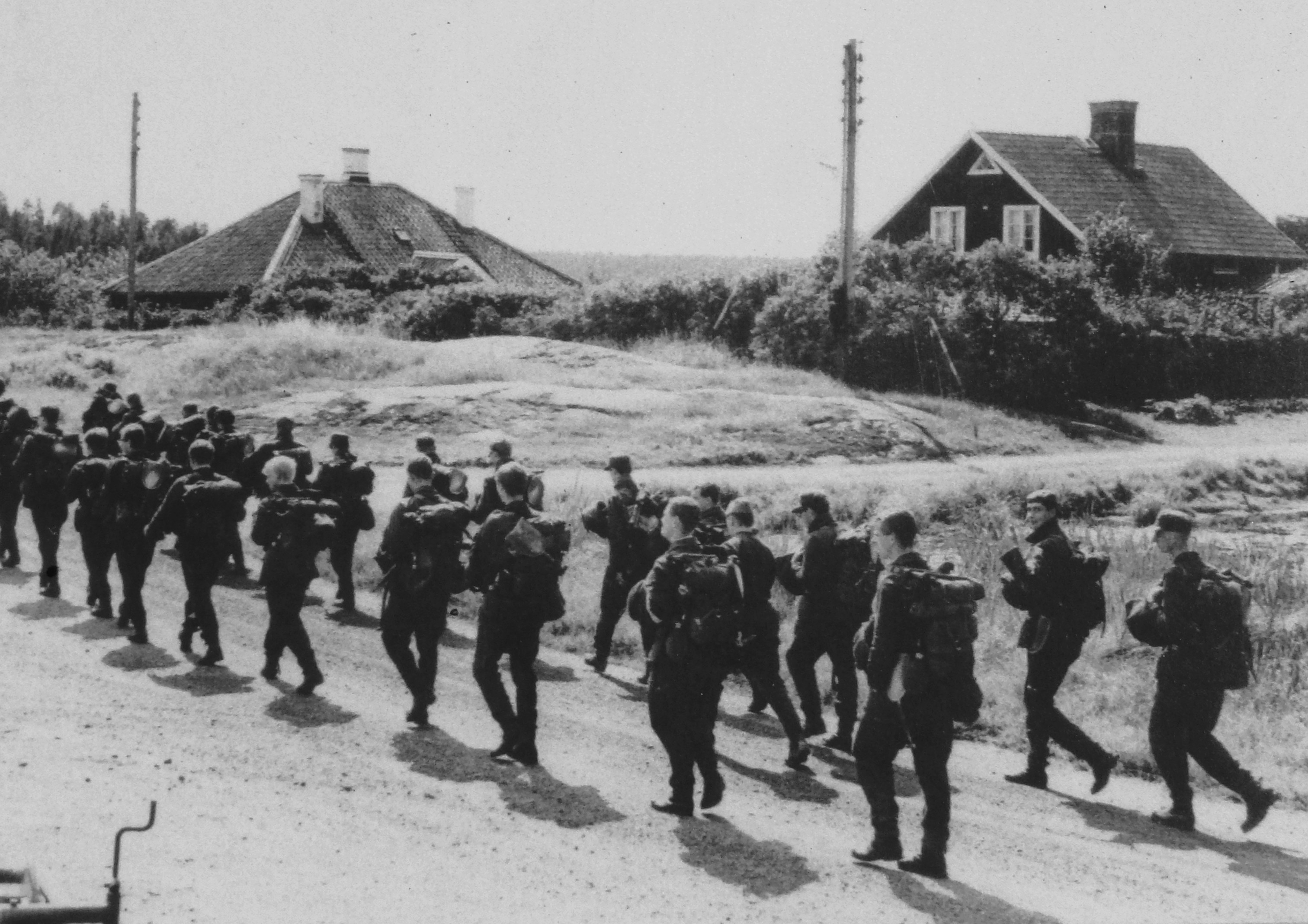
Värnpliktiga på Järvafältet, 1960-tal.

Järva skjutfält var ett militärt övningsfält på Järvafältet norr om Stockholm i Uppland. 

## Historik
År 1905 beslöts av riksdagen att Stockholms garnison skulle förvärva gårdarna på Järvafältet för att anlägga där ett stort övningsområde och flytta sin verksamhet från Gärdet dit. År 1907 var övningsfältet etablerat, när det var som störst omfattade det 5000 hektar.
Skjutfältet användes bland annat av Infanteriets kadettskola, Svea artilleriregemente, Svea ingenjörregemente och Svea livgarde. I början fick Svea livgardes soldater ta sig från kasernerna på Linnégatan i centrala Stockholm till övningsområdena vid Järva. År 1946 flyttade dock Svea livgarde ut till kasernerna vid Ulriksdal och Svea artilleriregemente till Rissne och fick således närmare. År 1963 flyttade Infanteriets kadettskola och Svea artilleriregemente till Linköpings garnison. År 1970 flyttade Svea livgarde ut till Kungsängens garnison och Svea ingenjörregemente till Almnäs garnison. Därmed lämnade militären även skjutfältet. En minnessten påminner om militärtiden på Järvafältet. Den bär inskriptionen: ”Krigsmaktens i Stockholmsområdet garnisonerade förband övades här 1905–1970”.
Svea livgarde hade dock fram till mitten av 1990-talet ett kompani stationerat i Järvafältets södra del, 21:a kompaniet som bland annat bevakade och utförde serviceåtgärder åt Östra Värnpliktskontoret (VKÖ). Detta kompani kunde ses övningsskjuta och genomföra övningar, bland annat soldatprov, på Järvafältet långt efter att övriga förband lämnat området. Svea livgardes 21:a kompani lämnade dock området i samband med att VKÖ blev en civil myndighet (Pliktverket) och flyttade till Näsbypark i mitten av 1990-talet. 

### Järva skjutbanor
Även om försvaret lämnat Järva som skjutfält, kvarstod Järva skjutbanor som skjutplats till Svea livgarde, Livgardets dragoner och senare Livgardet. Dock så beslutades i april 2001 att Järva skjutbanor skulle läggas ner den 30 juni 2002. Istället flyttades verksamheten till Sofierobanorna och Stålboda på Kungsängens övnings- och skjutfält.